# Свети Стефан (Сапарева баня)
„Свети Стефан“ е православен манастир в град Сапарева баня, подчинен на Софийската епархия на Българската православна църква.

## Местоположение
Разположен е на десния бряг на река Джерман, на рида Джуганица в Северозападна Рила, на около 3 km югоизточно от Сапарева баня. От центъра на Сапарева баня до манастира се стига пеша за около час, като след края на града има горска пътека, която води до манастира.

## История
Основан е по време на Втората българска държава. За манастира, се съобщава в турски съдебен акт от 26 юни 1750 година, наричан „Световица или Стоица.“ В същия е отбелязано, че „когато страната ни е била завоювана от исляма, нашият манастир е служил за черковно-религиозен дом“. Следователно съществува отпреди турското завоевание. Опожаряван е няколко пъти. Посещаван е от множество чети на хайдути, както и от българския национал-революционер Васил Левски. През този период манастира в манастира достигат до 30 на брой, а обителта е била не само център на хайдутството, но и център на книжовна дейност, ръководена от Рилския манастир. За това дава сведение името на местността Дяк над Обесен камик, където в някогашната черква „Свети Дух“ дяци (дякони – черковни служители) преписвали стари черковни книги. В местността Среброто е имало отбранителна кула с камбани, която при опастност от нападения е сигнализирала с цел защита на обителта. Възобновен е през 1924 година от дядо поп Теодоси Младжов. За възобновители се сочат и дупнишкото семейство помогнали за строителството в памет на сина им, загинал по време на Първата световна война. Иконите са поставени по времето на екзарх Стефан 1927 година. В близост до Манастира е разположено аязмото, под самата речна тераса с вода, която лекува очебол.
Сапаревобанският манастир е действащ, мъжки манастир и представлява комплекс от църква, посветена на архидякон Стефан, жилищни сгради и аязмо с параклис, посветен на Свети Стилиян Детепазител. На около километър южно от манастира е разположен параклисът "Св. св. Петър и Павел".
1. ↑  Софийска света митрополия. Описание на Сапаревобански манастир //   Посетен на 21-11-2023.